# Kiyosumi Maru
La corsara nipponica Kiyosumi Maru si guadagnò una certa notorietà, anche se, a onor del vero, le prodezze delle navi corsare giapponesi rimarranno per almeno mezzo secolo archiviati in dossier riservati sia giapponesi che statunitensi.
Comunque questa corsara, insieme alle altre, furono scelte per la grande autonomia e velocità, camuffate con false torri, finti fumaioli, finti sovrastrutture e carichi fasulli, e celavano, ben nascoste, un potente armamento come veri e propri incrociatori ausiliari, attrezzati per la guerra contro il traffico mercantile alleato.
Da precisare che tali corsare condussero una guerra di corsa completamente differente da quella condotta dalle similari tedesche della Kriegsmarine, in quanto i giapponesi concepirono in maniera diversa le operazioni belliche.
La Kiyosumi Maru fu completata nel 1934 nei cantieri Kokusai Kisen K.K. di Tokyo per conto della società armatrice Nippon Yusen K.K.
La nave era stata commissionata per essere utilizzata per trasportare passeggeri e merci varie lungo la rotta Kōbe-New York.
Nel settembre del 1941, tre mesi prima dell'attacco giapponese a Pearl Harbor e dell'inizio della guerra nel Pacifico, la Marina Imperiale giapponese requisì la Aikoku Maru e le sue due gemelle, la Hokoku Maru e la Gokoku Maru, che insieme ad una quarta nave, la futura corsara Kiyosumi Maru, (che fu requisita il 1º novembre 1941) furono registrate presso il Distretto Navale di Kure e poste sotto le insegne del Viceammiraglio Masao Okamura.
Così le quattro corsare ricevettero nei cantieri navali di Tamano, prima, cannoni, mitragliere e tubi lanciasiluri e poi, tutte le attrezzature necessarie per il trasporto e l'utilizzo dell'aereo da osservazione.
Tali lavori di conversione terminarono nella metà di ottobre con il montaggio di due grandi proiettori, uno da 1.100 mm, e l'altro da 900 mm.
Nell'ottobre del 1941, la Aikoku Maru, la Hokoku Maru e la Kiyosumi Maru furono assegnati al 24º Squadrone corsare aggregate alla Flotta Combinata della Marina imperiale giapponese, poste sotto il comando del Viceammiraglio Takeda Moriji.